# Thank 愛 You
『Thank 愛 You』（サンク あい ユー）は近藤真彦の1枚目のアルバム。
1981年3月5日にリリースされた。発売元はRVC。

## 概要
デビュー曲『スニーカーぶる〜す』を収録。
カップリング曲「ホンモク・ラット」以外は全て新曲となっている。
デビューアルバムでありながら近藤の自作詞が2曲収録されている。
予約特典として、水色のビニール製クラッチバッグが付属。
レーベルが近藤の写真入りである。
レーベル表示がSIDE 1,SIDE 2と、SIDE A,SIDE Bの両方が存在する。

## 収録曲

### LP/レコード・CT
| #         | タイトル                 | 作詞      | 作曲       | 編曲       | 時間  |
| --------- | ------------------------ | --------- | ---------- | ---------- | ----- |
| 1.        | 「スニーカーぶる〜す」   | 松本隆    | 筒美京平   | 馬飼野康二 | 3:51  |
| 2.        | 「ついてこいブギ」       | 伊達歩    | 浜田金吾   | 浜田金吾   | 3:45  |
| 3.        | 「哀しきハイスクール」   | 松本隆    | 筒美京平   | 戸塚修     | 3:33  |
| 4.        | 「ホンモク・ラット」     | 伊達歩    | 筒美京平   | 戸塚修     | 3:05  |
| 5.        | 「ストリート・レーサー」 | 松本隆    | 馬飼野康二 | 戸塚修     | 3:49  |
| 6.        | 「ジャスト ア ダンス」   | 近藤真彦  | 戸塚修     | 戸塚修     | 1:31  |
| 合計時間: | 合計時間:                | 合計時間: | 合計時間:  | 合計時間:  | 19:34 |

| #         | タイトル               | 作詞      | 作曲       | 編曲       | 時間  |
| --------- | ---------------------- | --------- | ---------- | ---------- | ----- |
| 1.        | 「ためいき倶楽部」     | 松本隆    | 筒美京平   | 戸塚修     | 4:45  |
| 2.        | 「サマーウェーブ」     | 松本隆    | 筒美京平   | 戸塚修     | 3:16  |
| 3.        | 「さよならスウィング」 | 伊達歩    | 筒美京平   | 戸塚修     | 3:23  |
| 4.        | 「涙のナイフ」         | 伊達歩    | 馬飼野康二 | 馬飼野康二 | 3:11  |
| 5.        | 「グロリア」           | 近藤真彦  | 馬飼野康二 | 戸塚修     | 4:04  |
| 合計時間: | 合計時間:              | 合計時間: | 合計時間:  | 合計時間:  | 18:39 |